# Бруклин Лий
Бруклин Лий (на английски: Brooklyn Lee) е бивша американска порнографска актриса и екзотична танцьорка.

## Ранен живот
Родена е на 1 юни 1989 г. в Охайо, САЩ и е от смесен етнически произход – пуерторикански, шведски и индиански. Израства в щата Охайо, но прекарва част от живота си и в Пуерто Рико, Кентъки, Пенсилвания, Ню Йорк и Канада.
Работи най-напред като сервитьорка, а по-късно и като стриптизьорка.

## Кариера
Изявява се като екзотична танцьорка в клуб на „Пентхаус“ в Ню Йорк, но твърди в свои интервюта, че тази ѝ работа се оказва прекалено натоварваща поради това, че трябвало да работи късно вечер. Затова решава да се занимава с друго и изпраща свои снимки на порнографската продуцентска агенция „LA Direct Models“ и след няколко дни е поканена на кастинг в Калифорния и скоро подписва договор с тази агенция.
Дебютира като актриса в порнографската индустрия през 2010 г., когато е на 21 години. Още същата година прави първата си сцена с анален секс във филма „Анални звезди“.
През ноември 2011 г. подписва договор с агенцията на Марк Шпиглър – „Шпиглър гърлс“, предвиждащ ексклузивното ѝ представляване от Шпиглър. Същата година участва в порнопародията на филма „Отмъщението на умниците“, като актьорите от оригиналния филм обявяват, че одобряват ролята ѝ в пародията.
През януари 2012 г. печели наградата на AVN за най-добра нова звезда, като е удостоена и с други награди на AVN: за най-добра групова секс сцена само с момичета, за най-жестока секс сцена, за най-добра сцена с орален секс и за най-добра секс сцена в чуждестранна продукция. Същата година получава и XRCO награда за оргазмен оралист.
През 2013 г. получава наградата на XBIZ за изпълнителка на годината, XRCO наградите в категориите за супермръсница и за оргазмен оралист, както и е отличена с редица награди на AVN за изпълнение на сцени: най-добра сцена с анален секс, най-добра сцена с групов секс само с момичета, най-добра секс сцена с тройка (момиче/момиче/момче), най-жестока секс сцена.
Участва в продукции на компаниите „Вивид Ентъртейнмънт“, „Елегант Ейнджъл“, „Уикед Пикчърс“, „Ийвъл Ейнджъл“, „Диджитъл плейграунд“, „Хъслър“, „Прайвит“ и др.
Тя е сред 12-те порноактриси, попаднали в т. нар. „Мръснишка дузина на порното“, публикувана от списание Пентхаус. Включена е и в списъка за 2013 г. на „Мръсната дузина: най-популярните звезди в порното“ на телевизионния канал CNBC.
Участва в документалния филм „Aroused“ за живота на 16 от най-популярните порнографски филмови актриси.
Наред със снимането в порнографски филми Лий подновява изявите си като екзотична танцьорка с участия в редица нощни клубове в САЩ. Тя става популярна танцьорка в големите стриптийз клубове в САЩ, включително и в „Sapphire“ в Ню Йорк.
На 1 май 2013 г. в свой пост във форума Adult DVD Talk Бруклин Лий обявява, че прекратява кариерата на порнографска актриса и ще се фокусира изцяло върху образованието си, като се е записала да учи в медицински колеж. Тя изтъква още и че е обвързана и вече не иска да прави секс с никой друг освен с приятеля си. Нейният агент Марк Шпиглър потвърждава оттеглянето ѝ от порноиндустрията.

## Мейнстрийм
Бруклин Лий участва заедно с още три порноактриси във видеоклипа на песента „Raise Your Glass“ на Пинк.
През месец май 2012 г. Лий заедно с порноактрисата Таша Рейн посещават Монако, за да присъстват на състезанието на пистата Монте Карло от Формула 1. Докато са в Монако те отиват като гости на благотворително гала събитие на принц Албер II в местно казино, където двете заедно с представителката на фармацевтична компания Дженифър Таул се снимат с бившия американски президент Бил Клинтън. Снимката е публикувана най-напред от Бруклин Лий и бързо привлича вниманието на световните медии. За историята на тази снимка двете порноактриси заявяват, че те се приближили към Клинтън с желание за среща и снимка с него и тогава агенти от Сикрет Сървиз ги избутали далеч от бившия президент, но след това Клинтън казал на агентите да ги поканят да дойдат отново и позирал за снимка с тях и дори провели кратък разговор.

## Награди, номинации и други признания
Носителка на награди
| Година | Награда | Категория                                           | Филм (сцена)/партньор                                        |
| ------ | ------- | --------------------------------------------------- | ------------------------------------------------------------ |
| 2012   | AVN     | Най-добра нова звезда                               | –                                                            |
| 2012   | AVN     | Най-добра сцена с групов секс само с момичета       | „Чери 2“ (с Миси Мартинез, Зои Холоуей и Даймънд Фокс)       |
| 2012   | AVN     | Най-жестока секс сцена                              | „Американски куросмучещи уличници“ (с Джулз Вентура)         |
| 2012   | AVN     | Най-добра сцена с орален секс                       | „Американски куросмучещи уличници“ (с Джулз Вентура)         |
| 2012   | AVN     | Най-добра секс сцена в чуждестранна продукция       | „Мисия Аспосибъл“ (с Йън Скот)                               |
| 2012   | XRCO    | Оргазмен оралист                                    | –                                                            |
| 2012   | TLA Raw | Най-добра нова жена                                 | –                                                            |
| 2013   | AVN     | Най-добра сцена с анален секс                       | „Маслено претоварване 7“ (с Мануел Ферара)                   |
| 2013   | AVN     | Най-добра сцена с групов секс само с момичета       | „Бруклин Лий: нимфоманиячка“ (с Рут Медина и Саманта Бентли) |
| 2013   | AVN     | Най-добра секс сцена с тройка (момиче/момиче/момче) | „Аса Акира е ненаситна 3“ (с Аса Акира и Джеймс Дийн)        |
| 2013   | AVN     | Най-жестока секс сцена                              | „Ненаситен: първият сезон“ (с Роко Сифреди)                  |
| 2013   | XBIZ    | Изпълнителка на годината                            | –                                                            |
| 2013   | XRCO    | Супермръсница                                       | –                                                            |
| 2013   | XRCO    | Оргазмен оралист                                    | –                                                            |

Номинации
| Година | Церемония | Категории |
| ------ | --------- | --- |
| 2012   | AVN       | Най-добра поддържаща актриса – „Спайдърмен ХХХ“ Най-добро закачливо изпълнение – „Красавиците 3“ Най-добра сцена с групов секс само с момичета – „Приятелки 3“ (с Алексис Тексас, Шанел Престън и Маделин Мари) Най-добра сцена с анален секс – „Спайдърмен ХХХ“ (с Ксандер Корвус) |
| 2012   | XBIZ      | Нова звезда на годината |
| 2012   | XRCO      | Нова звезда |
| 2013   | AVN       | Изпълнителка на годината Най-добра актриса – „Ненаситен: първият сезон“ Най-добра сцена с групов секс само с момичета – „Хищни птици ХХХ“ (с Кагни Лин Картър и Грейси Глам) Най-добра сцена групов секс – „Официална пародия на Ергенския запой“ (с Мика Тан, Скин Даймънд, Мисти Стоун, Джеймс Дийн, Алекс Гонз и Дейн Крос) Най-добра сцена с групов секс – „Ненаситен: първият сезон“ (със Сандра Ромейн, Ийън Скот и Дейвид Пери) Най-добра POV секс сцена – „Перивижън 2“ (с Дейвид Пери) Най-добра секс сцена в чуждестранна продукция – „Бруклин Лий: нимфоманиячка“ (с Лулу и Дани Ди) Най-добро закачливо изпълнение – „Големи мокри дупета 21“ (с Лулу и Дани Ди) Най-добра секс сцена с тройка (момиче/момиче/момче) – „Ненаситен: първият сезон“ (с Леа Лексис и Мануел Ферара) |
| 2013   | XRCO      | Изпълнителка на годината Анален оргазъм |
| 2014   | XRCO      | Най-добра актриса – „Отново зад зелената врата“ |

Други признания
- 2013: Включена в „Мръсната дузина: най-популярните звезди в порното“, CNBC.[4]